# Bedford (Brooklyn)
Bedford es una comunidad en el distrito de Brooklyn en Nueva York, centrada aproximadamente en la esquina de la actual calle Fulton y la avenida Franklin. Bedford es más conocido por ser parte de la gran comunidad Bedford-Stuyvesant.
Bedford, en tiempos previos a la Guerra de Independencia de los Estados Unidos, fue el primer gran asentamiento en el este del por entonces pueblo de Brooklyn en la autopista de Brooklyn y Jamaica a Jamaica (Queens) y el resto de Long Island.  Se formó una importante encrucijada de caminos a Williamsburg al norte y Bedford Road a Flatbush al sur.
La llegada del ferrocarril de Long Island en 1836 estableció a Bedford como una de las ciudades ferroviarias principales, y en 1878, a construcción de una terminal y su unión con el ferrocarril de Brooklyn, Flatbush y Coney Island hizo a Bedford una importante ruta hacia Coney Island. La estación de Bedford, originalmente al oeste de la Avenida Franklin, está ubicada a dos manzanas hacia el este y en la actualidad es conocida como Nostrand Avenue Station. El ferrocarril de Brooklyn, Flatbush y Coney Island es ahora parte de la estación de metro de la Avenida Franklin y está ubicada en la esquina de Fulton y Franklin.

## Nota
- Datos: Q4879090